# El Picazo
El Picazo és un municipi de la província de Conca, a la comunitat autònoma de Castella-La Manxa.

## Població
| 1877  | 1887  | 1897  | 1900  | 1910  | 1920  | 1930  | 1940  | 1950  | 1960  | 1970  | 1981 | 1991 | 2001 |
| ----- | ----- | ----- | ----- | ----- | ----- | ----- | ----- | ----- | ----- | ----- | ---- | ---- | ---- |
| 1.184 | 1.230 | 1.235 | 1.268 | 1.325 | 1.431 | 1.674 | 1.772 | 2.111 | 1.734 | 1.148 | 825  | 728  | 696  |

## Administració
| Elecciones | PSOE | PP | A.P. | C.D.S. |
| ---------- | ---- | -- | ---- | ------ |
| 1987       | 4    | -  | 2    | 1      |
| 1991       | 5    | 2  | -    | -      |
| 1995       | 5    | 2  | -    | -      |
| 1999       | 4    | 3  | -    | -      |
| 2003       | 4    | 3  | -    | -      |
| 2007       | 4    | 3  | -    | -      |

### Alcaldes
| Període   | Alcalde                    |
| --------- | -------------------------- |
| 1976-1979 | Jaime Fernández Sáiz       |
| 1979-1983 | Hermenegildo Sevilla Ayuso |
| 1983-1985 | Santiago Pastor Blanco     |
| 1985      | Valentín Armero Cerrillo   |
| 1985-1987 | Santiago Pastor Blanco     |
| 1987-     | Joaquín Saíz Escudero      |